# La prima missione
La prima missione (Long de xin) è un film del 1985 diretto da Sammo Hung con protagonisti Hung e Jackie Chan.

## Trama
Il giovane poliziotto Ted ha un fratello, Dodo, quasi trentenne ma mentalmente ritardato. Quest'ultimo si mette nei guai con una banda di delinquenti e viene rapito, i colleghi di Ted sospettano però che sia anch'egli un criminale. Per Tom liberarlo non sarà facile.